# Масове вбивство в Нових Алдах
43°16′06″ пн. ш. 45°39′04″ сх. д. / 43.268333333333° пн. ш. 45.651111111111° сх. д.
Масове вбивство в Нових Алдах — вбивство групи мирних жителів у селищі Нові Алди і прилеглих районах Грозного 5 лютого 2000 року.
Вбивства проводили ОМОН ГУВС Санкт-Петербурга й Ленінградської області та ОМОН УВС Рязанської області, їх згодом визнав винними Європейський суд з прав людини.

## Селище Нові Алди
Селище Нові Алди (чечен. Керла Алда) — південна околиця Грозного, входить в межі міста і відноситься до Шейхмансурівського району. З півночі та сходу до селища примикає житлова забудова Байсангурівського району. Через дамбу Чєрнорєчєнського водосховища селище пов'язане з Чєрнорєчьєм (з 2011 р. Старі Алди). До війни у селищі проживало 10 тисяч осіб. Тут була бібліотека, функціонувала поліклініка. В школі № 39 навчалися 1,5 тисячі дітей. Мешканці працювали на заводах і фабриках Грозного.
Населяють селище вихідці з історичного поселення Алди або БугІан — Юрт, відомим уродженцем якого є ватажок антиросійського повстання Шейх Мансур. У 1785 році алдинці розгромили загін полковника де Пієрі. В полон потрапив молодий князь Багратіон, майбутній фельдмаршал Росії.
У 1934 році Алди приєднали до Грозного.
У 1944 році населення Алдів було депортоване, а селище перейменоване на Чєрнорєчьє і заселене росіянами. Наприкінці 1950-х років люди, що повернулися з депортації, не були допущені до своїх будинків, і тоді для них було виділено землю на протилежному боці Чєрнорєчєнського водосховища (по 5 соток на сім'ю), яку вони забудували протягом короткого часу.

## Передісторія
У грудні 1999 — січні 2000 років селище зазнавало періодичних обстрілів і бомбардувань з повітря, і, хоча більшість будинків не були повністю зруйновані, майже жодна будівля не лишилася з цілим дахом. Люди весь час ховались у льохах та підвалах школи № 39. Водопровід не працював, і за водою доводилося йти під обстрілами до джерела біля Чєрнорєчєнської дамби або до свердловини з технічною водою за будівлею школи. За цей період на місцевому цвитарі з'явилося 75 нових могил мирних мешканців — люди гинули під обстрілами й бомбардуваннями, поранені вмирали без своєчасної медичної допомоги. Від нестачі харчування, стресу і загострення хвороб помирали старі.
До селища заходив загін Ахмеда Закаєва, але, не знайшовши потрібних місць для розташування, чеченці пішли. Мешканці селища прохали бійців пожаліти селище і не вести бої на його території. Чеченські загони розташувалися у 1,5 — 2 кілометри на Двадцятій Дільниці, що розташувалася над Новими Алдами.
Наприкінці січня та перших числах лютого селище зазнало масованих обстрілів, коли федеральні війська почали займати позиції чеченців на Двадцятій Дільниці.
3 лютого близько ста мешканців селища під білим прапором відправилися в розташування федеральних військ. Коли люди підходили до російських позицій по ним відкрили вогонь, був серйозно поранений росіянин по імені Микола. Однак допомогти йому ніхто не міг: солдати не дозволяли підняти голову тим, хто лежав на землі. Лише через півгодини, отримавши, напевно, «добро» від начальства, військові дозволили піднятись з землі і навіть перев'язали пораненого. Але було пізно, Микола помер від отриманого поранення.
Троє з цієї групи мешканців Нових Алдів отримали дозвіл пройти на позиції федеральних військ, де зустрілися з командиром 15-го мотострілецького полку полковником Лукашовим. Вони прохали припинити обстріли й бомбардування селища, оскільки в ньому не було загонів ЧРІ. Полковник обіцяв негайно припинити будь-які обстріли селища і запропонував протягом двох годин направити сюди групу з 2-3 людей для зустрічі з командиром. Єдине, чого він не міг - обіцяти негайне припинення бомбардувань. За його словами, для цього був потрібен час.
Мешканці безперешкодно повернулися додому, уносячи з собою тіло Миколая.
Обстріли припинились 4 лютого: після обіду встановилася тиша. Жителі вийшли з підвалів, багато хто лагодив дахи, приводив до ладу подвір'я, займався городами.
4 лютого цього дня до Нових Алдів зайшли нечисленні підрозділи російських військових. Вони провели першу перевірку паспортного режиму в селищі. Це були не строковики, а люди 25 років і старші, вочевидь, контрактники. Місцеві жителі описують їх поведінку по-різному: одні говорять про грубість військовослужбовців, інші стверджують, що ті вели себе коректно і навіть доброзичливо. Деяких мешканців попереджали про небезпеку завтрашньої «зачистки».

## Масове вбивство
5 лютого 2000 року до Нових Алдів увійшли частини ОМОН. У спецоперації брали участь молоді солдати-строковики й озброєні люди більш зрілого віку, контрактники чи співробітники МВС. Як розповідали місцеві, насильство чинили саме вони. Молоді солдати перебували в оточенні. Різні підрозділи вели себе по-різному. Частини, що "зачищали" Нові Алди з півночі, чинили вбивства. Ці підрозділи дійшли до кварталів, що прилягали з півдня до вулиці Хоперська. Частини, що робили зачистку південної частини, палили будинки, чинили грабунки, але вбивств не здіснювали.
За словами новоалдинців, вони поховали 82 тіла. Згідно з доповіддю товариства  «Меморіал», всього було убито 56 людей (включаючи 10 людей вбитих в сусідніх районах), за даними «Human Rights Watch» — 60 людей. Серед розстріляних не було жодного бойовика, всі мирні мешканці: 11 старих людей, 6 жінок. Того ж дня в селищі Чєрнорєчьє було вбито 5 людей, на вулиці Подольська, що прилягає до Нових Алдів, було вбито 5 людей, четверо з них члени сім'ї Естамірових, серед яких однорічний Хасан Естаміров та Тоіта Естамірова, що перебувала на 9 місяці вагітності. На вулиці Кірова у Байсангурівському районі ОМОНівцями були затримані 4 чоловіки — Магомед Габанчаєв, Зелімхан Джамалдаєв, Рустам Асуєв та Якуб Ізнауров, які в подальшому безслідно зникли. Серед убитих не лише чеченці, але й один українець і одна росіянка (Олена Кузнєцова, 70 років).
Вбитих могло бути набагато більше, якби медсестра Асет Чадаєва не зібрала мешканців своєї вулиці для перевірки паспортів. Багатьом вдалося відкупитись.

## Розголос і слідство
Інформаційні стрічки новин лютого 2000 лишили осторонь події в Нових Алдах, зосередивши увагу на бойових діях в Чечні. Військова прокуратура Північно-Кавказького округу в лютому — березні 2000 року почала перевірку інформації про масове вбивство в селищах Нові Алди, Чєрнорєчьє та Шейхмансурівському районі Грозного. 3 березня прокуратурою було винесено постанову про відмову в відкритті кримінальної справи. 9 лютого 2000 жителі Нових Алдів зробили відеозапис,  на якому показали тіла вбитих і розповідь тих, хто вижив, але лише через півтора місяця ці кадри були показані на європейських телевізійних каналах. 23 лютого 2000 Human Rights Watch розповсюдила матеріал про масове вбивство. Наведено список 34 вбитих. Однак широкий розголос ця інформація отримала через місяць.
Перше повідомлення інформаційного агентства (Франс Прес) про цю трагедію було розповсюджено 18 березня 2000 р. з посиланням на очевидця — Мусу, мешканця селища Нові Алди.
Наступного дня 19 березня Євген Кисельов у програмі «Итоги» телеканалу НТВ говорив про це масове вбивство. Посилаючись на повідомлення Human Rigths Watch, він показав відзнятий в Нових Алдах сюжет.
20 березня, відправляючись до Страсбурга, спеціальний представник Президента РФ по забезпеченню прав людини й громадянина у ЧР В. Каламанов згадував про вбивство, говорячи, що до його установи вже надходили відповідні запити.
Після розголосу інформації в російських та європейських ЗМІ військова прокуратура Грозного відкрила кримінальну справу за фактом «вбивства 20 мешканців селища Алди». Проте 14 червня 2000 р. прокурор Чечні В. П. Кравченко на зустрічі зі співробітниками правозахисного центру «Меморіал» в Знамєнській заявив: «Хто були вбивці — військовослужбовці, співробітники МВС чи бандити — поки не встановлено. Складаються фотороботи вбивць.».
За підозрою в причетності було затримано 1 людину — бійця петербурзького ОМОНу Бабіна, обвинуваченого у вбивстві старого і крадіжці 350 рублів і сережок, однак він потім втік.
Уряд РФ не заперечував, що цього дня в Нових Алдах петербурзький ОМОН проводив «спеціальну операцію», але слідство в кінцевому рахунку ні до чого не прийшло.

## Рішення Європейського Суду з прав людини
12 грудня 2006 року Європейський Суд з прав людини виніс рішення за позовом родини Естамірових, що проживає у США проти Російської Федерації. Згідно з рішенням суду, російською стороною були порушені 2 -га і 13-та статті Європейської конвенції з прав людини, котрі гарантують їм право на життя та ефективний правовий захист. Суд присудив Росію виплатити Естаміровим 220 тисяч євро, з них 70 тисяч євро на користь десятирічного Хусейна Естамірова, обоє батьків якого були вбиті.
26 липня 2007 року Європейський Суд з прав людини присудив компенсацію в розмірі 285 тисяч євро родичам убитих в ході операції російських силовиків у селищі Нові Алди в лютому 2000 року. Російська влада також була зобов'язана оплатити судові витрати. ЄСПЛ встановив, що розслідування було проведене не належним чином.

## Фільм
5 лютого 2010 року в день десятиріччя подій у Нових Алдах член Ради Правозахисного центру «Меморіал» Олександр Черкасов на прес-конференції у Москві презентував документальний фільм «Алди. Без терміну давності», заснований на матеріалах співробітниці грозненського «Меморіалу» Наталії Естемірової.